# Буський повіт (Белзьке воєводство)
Буська земля (пол. Ziemia Buska, лат. Terrae Buscensis) — у XVII ст. один із чотирьох повітів Белзького воєводства провінції Малопольської із повітовим центром у Буську (у XVIII ст. до Белзького, Буського, Городельського і Грабовецького повітів додали ще п'ятий — Любачівський повіт). 

## Організація
На відміну від інших повітів воєводства мав назву «земля» (terrae Buscensis), не мав власного земського старости і підпорядковувався безпосередньо генеральному старості Руського воєводства у Львові. У другій половині XVII ст. відбулася земсько-урядова легітимізація Буської землі. У 1658 р. на Варшавському сеймі офіційно запроваджено посаду буського хорунжого, а на коронаційному сеймі 1676 р. дозволено запровадити земські уряди для усіх інших повітових офіціалістів (буські стольники, підчашії, чесники, підстолії, ловчі, мечники, скарбники і т. д.). У 1764 р. спеціальною постановою Польського сейму для розширення представництва Белзького воєводства у Сеймі Речі Посполитої у Буській землі утворено Буську каштелянію із земською посадою буського каштеляна, яка проіснувала до початку 90-х рр. XVIII ст. У 1772 р. після першого поділу Польщі земля увійшла до складу Австрійської імперії Ґабсбурґів

## Господарство
На 1569 р. було 255 ланів (коло 6375 га) оброблюваної землі, у 69 селах проживало 3060 селян. Налічувалось 19 млинів і 28 корчм.

## Міста
На 1569 р. було 3 міста:
- Буськ — 700 будинків, 3500 жителів
- Щуровичі — 77 будинків, 385 жителів
- Стремільче — 28 будинків, 140 жителів.[1]